# Лондонская конвенция (1871)
Лондонская конвенция 1871 года — конвенция, заключенная 13 марта 1871 года Россией, Османской империей, Германией, Австро-Венгрией, Англией, Италией, Францией в ходе работы конференции этих стран, созванной в связи с циркуляром Горчакова (1870 год) об отказе от условий Парижского мира, запрещавших России иметь военный флот на Чёрном море.
России и Турции было разрешено иметь в Чёрном море любое количество военных кораблей. Сохраняя запрет на проход военных кораблей России через проливы, участники конференции внесли пункт, разрешавший Турции пропускать через них военные суда дружественных ей стран (то есть бывших противников России в Крымской войне). Тем не менее, Лондонская конвенция была дипломатической победой России, заставившей пересмотреть условия Парижского мира, ограничивавшие её суверенитет на Чёрном море.